# Drasteriodes
Drasteriodes là một chi bướm đêm thuộc họ Erebidae.

## Loài
- Drasteriodes ellisoni Wiltshire, 1977
- Drasteriodes elongata A. Bang-Haas 1910
- Drasteriodes eurytaenia Wiltshire, 1979
- Drasteriodes kisilkumensis Ershov, 1874
- Drasteriodes leprosa Brandt, 1938
- Drasteriodes limata Christoph, 1884
- Drasteriodes luxurians Wiltshire, 1971
- Drasteriodes medialis Hampson, 1908